# 핑크 스파이더
〈핑크 스파이더〉(ピンク スパイダー)는 히데의 솔로 9번째, hide with Spread Beaver로 개명 후로는 2번째 싱글이다.
발매 직전에 히데가 사망했기 때문에 유작이 되었다. 오리콘 집계상으로 100만장 이상 판매된 히트작이 되었다. 
히데의 단독 활동으로는 처음이며 마지막인 밀리언 셀러.엑스 재팬에서도 밀리언 셀러 싱글은 없기 때문에, 히데에게는 유일한 밀리언 셀러 싱글 앨범이다. 
가사의 내용이 자살을 연상시킨다고 하여, 히데의 죽음이 관련되어 있는 곡이 아니냐 하는 추측들을 메스컴등에서 다뤘었다. 하지만, 히데의 인터뷰에서는 오히려 적극적인 삶을 지향하는 메시지가 담겨있다고 이야기 했었다.

## 수록곡
1. ピンク スパイダー (히데 작사, 작곡)
2. PINK SPIDER (voiceless version)